# 广州动物园
广州动物园是廣州的一個動物園，位於广州市越秀區先烈中路。于1958年建成开放。与北京、上海的动物园合称中国三大动物园。
據《廣州文物志》記載，在1950年代，廣州動物園範圍內的龍山崗等小山坡等地曾出土二百多座兩漢時期的墓葬，這些墓葬在發掘後已埋填。2012年，犀牛館出土了東漢墓葬，墓葬被原址保護。

## 概覽
占地面积42公顷，目前饲养和展览着国内外四百多种近五千只。园内的动物按昆虫类、两栖爬行类、鸟类、灵长类、猫科动物、草食动物分区展出。既有中国特产的珍稀动物大熊猫、金丝猴、华南虎、麋鹿、坡鹿、黑颈鹤等，也有来自世界各地的黑猩猩、长颈鹿、非洲象、河马、斑马、犀牛、黑天鹅等動物。

## 主要景点

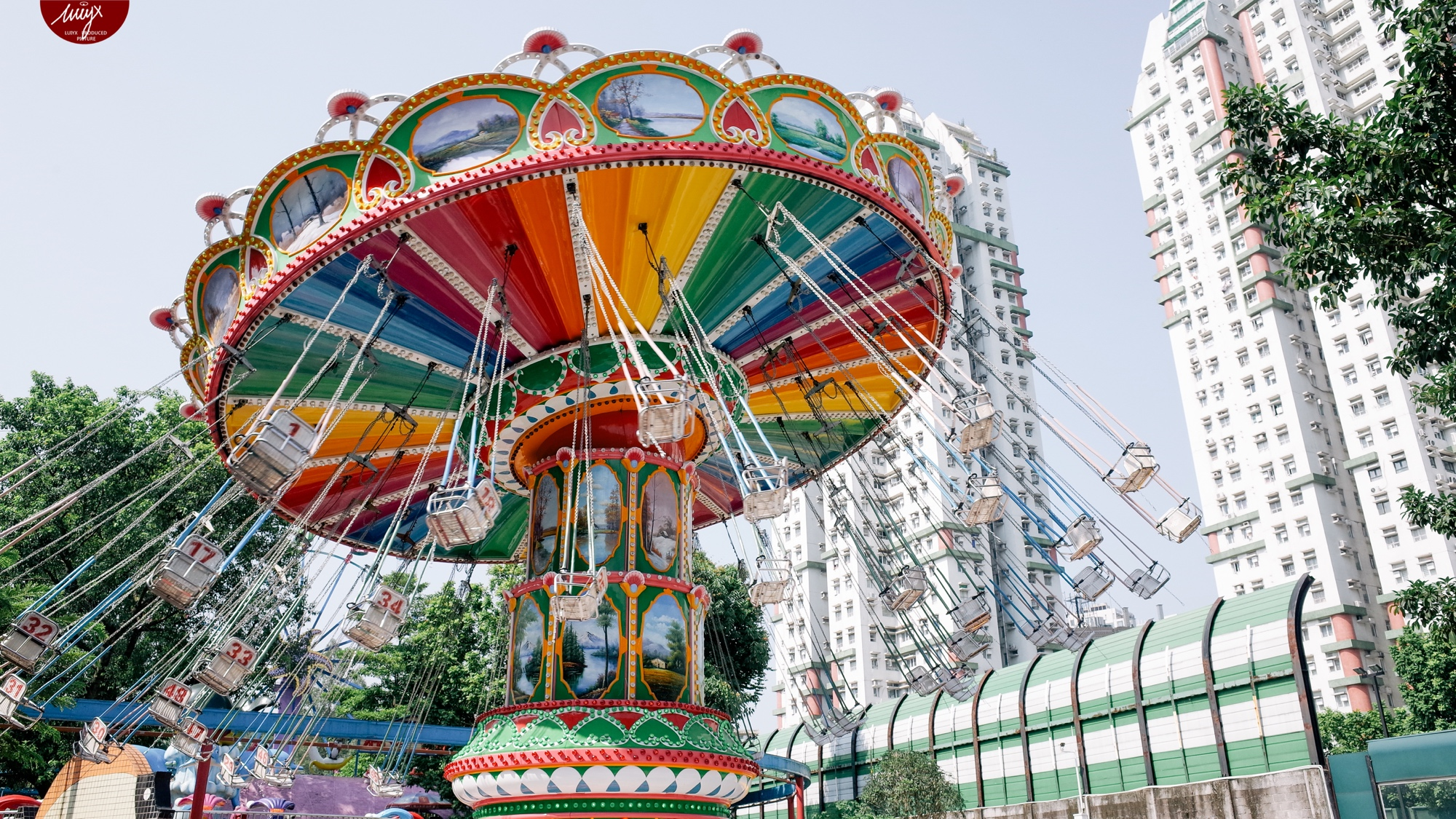
园内游乐园

- 驯兽表演
- 恐龙世界
- 锦鳞苑
- 欢乐世界
- 逗趣园
- 盘龙苑
- 摄影休闲广场
- 犀牛館東漢墓

## 公共交通

### 地铁
- 南門：广州地铁5号线 動物園站
- 北門：广州地铁6号线 黃花崗站

## 争议
在2020年11月，有广州政协委员提出将广州动物园搬至从化区的建议。该委员称园区设施老旧，且随着观众需求的增加，动物园的可用空间存在不足。同时，他亦提到，动物园安置在市区存在安全问题。此建议经过媒体报道之后迅速发酵，反对此意见的市民认为，动物园承载了几代广州市民的情怀，不适宜搬迁，同时动物园位于市区中心位置，交通相对便利。同意此意见的市民则认为，动物园的发展需要与时俱进，搬迁至从化，动物的生存条件能够更加好，而且新址扩大了公园面积。分析指，即使从化与市区已经有地铁通达的情况下，通达时间仍然较长。不过在2022年2月，市园林局就此事回覆该政协委员，提到广州动物园若搬迁，可能产生巨额搬迁费用，且对动物造成伤害。且搬至郊区，可能产生大量时间损耗和交通成本，不利于便捷性、通达性，不利于动物园本身的宣传性和教育性。此外，可能对员工造成思想和心理上的影响。2022年5月，相关部门向媒体答复称，关于动物园搬迁的事，明确了动物园不会搬迁。